# Дюпюи, Паскаль
Паска́ль Дюпюи́ (фр. Pascal Dupuis; 7 апреля 1979, Лаваль, Квебек) — бывший профессиональный канадский хоккеист, выступавший на позиции крайнего нападающего.
На драфте НХЛ не выбирался. 18 сентября 2000 года как свободный агент подписал контракт с «Миннесотой Уайлд». 9 февраля 2007 года обменян в «Нью-Йорк Рейнджерс», а 27 февраля того же года в «Атланту Трэшерз». В 2008 году перешёл в «Питтсбург Пингвинз» в котором провёл девять сезонов и выиграл два Кубка Стэнли (2009, 2016
). 9 декабря 2015 года был вынужден завершить карьеру из-за тромбов.

## Статистика
| Легенда | Легенда                    | Легенда | Легенда                   | Легенда | Легенда    |
| ------- | -------------------------- | ------- | ------------------------- | ------- | ---------- |
| И       | Количество проведённых игр | Штр     | Штрафное время            | +/−     | Плюс-минус |
| Г       | Голы                       | П       | Голевые передачи          | О       | Очки       |
| -       | Статистика неизвестна      | —       | Статистика не учитывалась |         |            |